# Abgasmessung
Die Abgasmessung bei einer Heizanlage dient dazu, die mit dem Abgas in die Erdatmosphäre  emittierten Schadstoffe (Kohlenstoffmonoxid CO bzw. Rußzahl) und die mit dem warmen Abgas verlorene Heizenergie zu ermitteln.
Sie ist eine gesetzlich vorgeschriebene Maßnahme. Diese hat vor allem zwei Ziele: die Atmosphäre soll möglichst wenig durch Schadstoffe belastet werden; und Energie soll effizient genutzt werden. Vorgeschriebene Schadstoffmengen pro Abgasvolumen und Energieverluste (Abgasverluste, nicht höher als etwa 10 %) dürfen nicht überschritten werden.

## Gesetzliche Bestimmung und Durchführung in Deutschland
Die Abgasmessung (nicht zu verwechseln mit der Untersuchung des Motormanagements und Abgasreinigungssystems für das Auto) ist eine vom Schornsteinfeger durchzuführende Messung, die in der Hausheizungsanlage Gas- und Ölkessel betrifft.
Die Abgasmessung wird in Deutschland durch das Bundes-Immissionsschutzgesetz und die Verordnung über kleine und mittlere Feuerungsanlagen (1. BImschV) vorgeschrieben und in Österreich durch das Luftreinhaltegesetz. Diese Vorschriften regeln auch die gesetzlichen Grenzwerte für Abgasverluste.
Die Messung wird für die gesetzlich vorgeschriebenen Befunde im Regelbetrieb (jene Leistung mit der das Gerät vorwiegend betrieben wird) mittels einer Lambda-Sonde (Einlochsonde oder Mehrlochsonde) im Kernstrom des Verbindungsrohres (d. h. in der Mitte des Rohrquerschnittes, nicht am Rand) zwischen Kessel und Schornstein/Abgasrohr durchgeführt.
Die Messwerte werden von einem Kleinrechner erfasst und können ausgedruckt werden.
Die Messung wird einmalig bei Kesseln von 4 kW bis 11 kW Nennwärmeleistung vier Wochen nach der Inbetriebnahme durchgeführt, und sie ist eine wiederkehrende Messung für Kessel ab 11 kW und Trinkwassererwärmer ab 28 kW. Für Trinkwassererwärmer bis 28 kW und für Kombithermen bei maximaler Leistung (Warmwasserbereitung) ist nur eine CO-Messung des Abgases vorgeschrieben. Handelt es sich um eine Pelletheizung, werden anstelle des CO2- und CO-Gehaltes die Staub- und SO2-Emissionen gemessen.

### Änderungen durch die Novellierung der 1. BImSchV
Seit dem 22. März 2010 sieht die 1. BImSchV eine Überprüfungspflicht für alle Heizungsanlagen, die mit flüssigen und gasförmigen Brennstoffen betrieben werden, ab 4 kW vor. Geräte, die nur für die Erwärmung von Warmwasser (Brauchwasseranlagen) benötigt werden, werden ab 28 kW Nennwärmeleistung wiederkehrend gemessen.
Zudem kamen Änderungen der Häufigkeit dieser Messungen. Seit dem 22. März 2010 wird der Abgasverlust alle 3 Jahre (bei Heizungen die jünger als 12 Jahre sind) bzw. alle 2 Jahre (älter als 12 Jahre) durchgeführt.
Vereinzelt sind Nachrüstverpflichtungen für Festbrennstoffheizungen dazugekommen.

## Gesetzliche Bestimmung und Durchführung in Österreich
Abgas- bzw. Emissionsmessungen sind Bundesländersache: Bei Heizgeräten sind die Emissionsgrenzwerte in Umsetzung des § 15a Vereinbarung und Bundesrecht in den Ländern durch Landesgesetz unterschiedlich geregelt und für die Messpflicht gemäß den Regeln bzw. Stand der Technik zu messen, wie in der ÖNORM „Gasgeräte mit atmosphärischen Brennern – Emissionswerte“ festgelegt.
Diese Messung geht über eine Einzelmessung bei vorgegebener Temperaturpaarung mit Einstellung auf 100 % Leistung hinaus und hat sich auf jene Leistung zu beziehen, bei welcher das Gerät vorwiegend betrieben wird (siehe z. B. § 2.1 Wiener EmissionsgrenzwertVO 2004). Dementsprechend haben für die gesetzlichen Abgasüberprüfungen Messungen laut ÖNORM zu erfolgen (z. B. M 7443/3 (= PG 307) Pkt 5.4. – Prüfungen an Gasgeräten zur Heizung), welche die dafür vorgegebenen Belastungsfaktoren (in % der Nennbelastung des Kessels) heranziehen, die auf Basis repräsentativen Heizbedarfs, meteorologischer Daten und durchschnittlicher statistischer Heizlastkurven ermittelt wurden. Bei Gasheizgeräten sind dies 76 %-58 %-42 %-27 %-14 %, wobei die Messung bezogen auf Heizungsanlagenbedingungen mit Vorlauf/Rücklauf auf 40/30 °C (Brennwertgerät) bzw. 70/50 °C (sonstige Geräte) zu erfolgen hat.
Es ist als Ergebnis somit nicht einfach ein bei 100 % Nennbelastung gemessener Wert heranzuziehen, sondern das aus der definierten Normbelastung errechnete Mittel (= Durchschnitt aus Messung bei 5 Belastungspunkten).
Messungen an Kombigeräten für Heizung und Warmwasserbereitung sind laut ÖNORM für die Errechnung des Anteils Heizung mit 85 %, für Warmwasser mit 15 % zu gewichten.
Befugte Messorgane sind Rauchfangkehrer (Schornsteinfeger), Installateure und Heizungstechniker, sowie Werkskundendienste mit Zulassung durch die Regionalbehörde.

## Erfasste Messwerte
Bei der Messung werden
1. der Abgasverlust qA (nach der Siegertschen Formel)
2. die Konzentrationen der Abgaskomponenten
  - Kohlenstoffdioxid CO2, Kohlenstoffmonoxid CO, Sauerstoff O2, sowie
  - bei einer Ölheizung zusätzlich die Rußzahl und Ölderivate gemessen
3. sowie Abgastemperatur, Zulufttemperatur und Verbrennungslufttemperatur,
  - Taupunkttemperatur, Luftüberschusszahl (Verbrennungsluftverhältniszahl Lambda λ) und Schornsteinzug.

## Messwert Abgasverlust
Der Abgasverlust qA gibt an, wie viel Prozent der Heiz-Nennwärmeleistung mit dem Abgas verloren gehen. Er ist umso kleiner, je niedriger die Abgastemperatur und je größer der CO2-Gehalt des Abgases ist, was mit einer kleinen Luftüberschusszahl einhergeht. Der Abgasverlust darf ab dem 1. November 2004 für Kessel bis 25 kW 11 %, für Kessel über 25 bis 50 kW 10 % und für Kessel über 50 kW nur mehr 9 % betragen. Werden diese Grenzwerte überschritten, müssen die Kessel gegen neue ausgetauscht werden oder von einer zuständigen Fachkraft gegebenenfalls gereinigt und eingestellt werden.

## Konzentrationen der Abgaskomponenten

### Kohlenstoffdioxid
Damit der Abgasverlust qA gering ist, muss der CO2-Gehalt im Abgas möglichst hoch sein (siehe unten Siegertsche Formel). Bei idealer Vermischung des Brennstoffes mit der Zuluft ist der CO2-Gehalt im Abgas bei Erdgas LL max. 11,8 % und bei Erdgas E 12 %, bei Heizöl EL maximal 15,4 %. Da diese Gemischaufbereitung praktisch nicht zu erreichen ist, ist ein Luftüberschuss erforderlich, der allerdings den Abgasverlust erhöht (erwärmte Luft).

### Kohlenstoffmonoxid
Kohlenstoffmonoxid (CO) kann schon in geringen Mengen tödlich wirken und hat noch einen Heizwert, weswegen nicht zu viel davon beim Schornstein hinausgeblasen werden soll. Es entsteht bei Sauerstoffmangel (Luftmangel), der einerseits von zu geringem Luftüberschuss, von verunreinigten Brennern oder von nicht ausreichender Frischluftzufuhr am Aufstellort des Kessels herrührt. Der CO-Gehalt soll im unverdünnten Abgas (wird mit Lambda errechnet) unter 80 ppm (0,008 %) betragen, bei 500 ppm (0,05 %) ist eine Wartung verpflichtend durchzuführen. Die Überschreitung des Grenzwerts 1000 ppm (0,1 %) Kohlenstoffmonoxid hat die Stilllegung der Anlage zur Folge.
Bei einem hohen CO-Gehalt und Abgasrückstau in den Aufstellraum wird die Feuerstätte unter Mitwirkung des Bauamtes stillgelegt (Gefahrenabwehr). Der Schornsteinfeger muss hierfür einen Antrag stellen. In der Regel kommt dies aber sehr selten vor, da die Schornsteinfeger bei der Messung die Anlage nicht sofort stilllegen, sondern eine Frist zur Nachbesserung setzen.

### Sauerstoff
Der Sauerstoff-Gehalt (O2) geht mit der Luftüberschusszahl Lambda einher und soll möglichst niedrig sein, je nach Kessel und Betriebsart nimmt er unten stehende Werte an.

### Rußzahl bei Ölheizungen
Des Weiteren wird der bei einer Ölheizung im Abgas mögliche Kohlenstoffgehalt (C) nach Bacharach ermittelt und als Rußzahl angegeben, die max. 1, bei Altanlagen vor 1988 2 sein darf. Ruß ist unverbrannter Kohlenstoff, der bei unzureichender Gemischbildung entsteht. Gründe können Luftmangel, eine falsch ausgewählten Öldüse (Sprühwinkel) oder ein zu geringer Zerstäubungsdruck sein. Ölderivate (unverbranntes Öl), welche sich auf einer Filterpapierprobe als gelbe Ablagerungen zeigen, dürfen im Abgas nicht vorhanden sein.

### Stickoxide
In Deutschland nicht zur Abgasmessung gehörend, aber vom Gerätehersteller nachzuweisen sind
Stickoxide (NOx), die sich bei zu heißen Verbrennungstemperaturen aus dem Stickstoff der Zuluft bilden. Allgemein kann durch Kühlung des Brenners oder einfacher durch teilweise Rückführung der heißen Abgase von der Spitze an die Wurzel der Flamme (innere Rezirkulation, Blaubrenner) oder durch Porenbrenner die Verbrennungstemperatur und damit die Menge der Stickoxide gesenkt werden.
In der Schweiz sind die Stickoxide nachweispflichtig und dürfen für Öl max. 120 mg/m³ betragen.
Die Stickoxidbildung ist eine endotherme Reaktion, und eine vermiedene, in den Reaktionsenthalpien „gebundene“ Energie steht dann als Wärmeenergie zur Verfügung. Allerdings sind die erzielbaren Wärmemengen verschwindend gering. Die Standardbildungsenthalpie von NO2 beträgt 33 kJ/mol (mol = 46 g) und von NO 90 kJ/mol (mol = 30 g), für die Bildung dieser 120 mg NOx wäre eine Wärmemenge zwischen 86 (bei NO2) und 360 J bzw. Ws (bei NO) nötig. Umgerechnet in kWh ergibt sich ein verschwindend geringer Wert zwischen 0,00002 und 0,0001 kWh/120 mg/NOx bzw. 0,00002–0,0001 kWh/m³ Abgas. Würden diese 120 mg NOx aus Erdgas (mit einem Brennwert Hs 8,2 – 11,1 kWh/m³ mit einem Gas-Luftverhältnis von 1:10) erzeugt, ergäbe das überschlagsmäßig gerechnet einen „Heizkostenmehrverbrauch“ von gerade 0,01 %. Eine Reduzierung der Stickoxidgehalte im Abgas entspricht daher nur einem zu vernachlässigenden Wärmegewinn.

## Abgastemperatur
Die Abgastemperatur beträgt bei Gas-Kesseln etwa 60–140 °C, bei Ölheizungen 120–180 °C und bei Brennwert bei ca. 40–50 °C. Geringere Abgastemperaturen verschlechtern den Schornsteinzug und können, sofern sie unter der Taupunkttemperatur liegen, zur Kondensation des Wasserdampfes im Abgas führen, was zu Schornsteinversottung oder Korrosion der Abgasanlage führen kann. Dies kann durch eine Schornsteinsanierung (z. B. ein Edelstahlabgasrohr einziehen lassen) verhindert werden. Hohe Abgastemperaturen deuten auf einen schlechten Wärmeübergang an den Wärmeübertragern hin, was eine Folge von Rußablagerungen sein kann und durch eine Kesselreinigung zu beheben ist.
Sind die Abgastemperaturen selbst bei gereinigten Wärmeübertragern noch zu hoch, deutet das auf eine Überbelastung der Wärmeübertragerflächen hin. Da meist die eingestellten Feuerungsleistungen erheblich höher sind, als der eigentliche Wärmebedarf des Hauses, kann dies sehr oft durch eine Leistungsreduzierung des Brenners korrigiert werden.
Eine Leistungsreduzierung ist jedoch nur dann möglich, wenn die neue, reduzierte Brennerleistung noch innerhalb des Leistungsbereiches des verwendeten Brenners liegt.
Hierbei wird bei Gasbrennern der Gasdurchsatz reduziert, bei Ölbrennern wird entweder der Zerstäubungsdruck verringert, oder die Größe der Zerstäubungsdüse reduziert.
Es sind jedoch in jedem Fall die Herstellerangaben von Brenner und Wärmeerzeuger zu beachten.
Nach jeder Leistungsreduzierung sind die Brenner wie bei einer Neuinbetriebnahme mittels Abgasmessgerät neu einzuregulieren.

## Zulufttemperatur
Die Zulufttemperatur entspricht der Raumtemperatur des Kesselaufstellraums, sofern es sich um Heizöl oder Gasgeräte handelt, die die Luft aus dem Aufstellraum entnehmen. Gasgeräte und Heizölgeräte, die raumluftunabhängig arbeiten und die Frischluft von außen nachziehen, sind mit einem Luft-Abgas-System (LAS) ausgestattet, welches in einem Rohr-in-Rohr-System Abgas ableitet und im Gegenstrom Frischluft ansaugt. Diese vorgewärmte Frischluft geht als Verbrennungslufttemperatur in die Abgasverlustberechnung ein.

## Taupunkttemperatur
Mit der Taupunkttemperatur des Wasserdampfes im Abgas kann abgeschätzt werden, ob im Schornstein bzw. Abgasrohr Wasser kondensiert. Dazu nimmt man an, dass die Abgase sich pro Meter Schornsteinhöhe um 5 °C abkühlen. Zieht man die auf die Schornsteinhöhe bezogene Abkühlung von der Abgastemperatur ab, so erhält man eine Abgastemperatur, die am Schornsteinaustritt vorliegen kann. Liegt diese Temperatur unter der Taupunkttemperatur, so ist Wasserdampfkondensation möglich, liegt sie darüber, ist die Wasserbildung wenig wahrscheinlich.
Der Schwefelsäuretaupunkt ist vergleichbar dem Taupunkt des Wassers. Als Kondensat wird hier jedoch Schwefelsäure betrachtet. Das Trägermedium ist meist Abgas / Rauchgas von der Verbrennung schwefelhaltiger Brennstoffe. Die entstehenden SO2 und SO3 reagieren weiter mit dem Wasserdampf im Abgas zu Schwefliger Säure und Schwefelsäure.

## Luftüberschusszahl
Die Luftüberschusszahl Lambda gibt das Verhältnis von tatsächlicher zu theoretisch notwendiger Luftmenge an, was gleichbedeutend ist mit dem Verhältnis von CO2max. zu CO2. Atmosphärische Brenner arbeiten mit einer Luftüberschusszahl von etwa 1,8; fest eingestellte Gebläsebrenner mit etwa 1,2 bis 1,4. Geregelte Gebläsebrenner (Messung mit einer integrierten Lambdasonde) erzielen λ = 1,03. Der Luftüberschuss beträgt also je nach Brennertyp 3 % bis 80 %.
Ein geringer Luftüberschuss verringert den Abgasverlust und verbessert den Wirkungsgrad.

## Schornsteinzug
Der Schornsteinzug hat die Aufgabe, das bei der Verbrennung entstehende heiße Abgas abzuführen und gleichzeitig die notwendige kalte Verbrennungsluft anzusaugen. Abgasseitige Undichtigkeiten haben positiven oder negativen Einfluss auf die Verbrennung, da der Schornsteinzug durch Nebenluft verringert wird. Zu hohe Abgastemperaturen werden u. a. auch gemessen, wenn der Schornsteinzug zu hoch, der Luftüberschuss bei der Verbrennung aber normal ist. Abhilfe kann hier der Einbau einer Nebenluftklappe schaffen.

## Abgeänderte Siegert'sche Formel nach BImschV zur Berechnung des Abgasverlustes
Als Zahlenwertgleichung wird angewendet:
{\displaystyle q_{A}=(\theta _{A}-\theta _{L})\cdot \left({\frac {A1}{CO_{2}}}+B\right)}
bzw.
{\displaystyle q_{A}=(\theta _{A}-\theta _{L})\cdot \left({\frac {A2}{21-O_{2}}}+B\right)}
mit:
{\displaystyle q_{A}} Abgasverlust [%]
{\displaystyle \theta _{A}} Abgastemperatur [°C]
{\displaystyle \theta _{L}} Zulufttemperatur/Verbrennungslufttemperatur [°C]
{\displaystyle CO_{2}} Kohlenstoffdioxid-Gehalt des Abgases [Vol.-%] bzw.
{\displaystyle O_{2}} Sauerstoff-Gehalt des Abgases [Vol.-%]
| Brennstoffparameter für Brennstoffe nach Siegert | Brennstoffparameter für Brennstoffe nach Siegert | Brennstoffparameter für Brennstoffe nach Siegert | Brennstoffparameter für Brennstoffe nach Siegert | Brennstoffparameter für Brennstoffe nach Siegert | Brennstoffparameter für Brennstoffe nach Siegert | Brennstoffparameter für Brennstoffe nach Siegert |
|                                                  | Konstanten:                                      | Konstanten:                                      | Konstanten:                                      | Konstanten:                                      | Konstanten:                                      | Konstanten:                                      |
|                                                  | NATG, Erdgas                                     | PROP, Propan, Flüssiggas                         | OIL2, leichtes Heizöl                            | OIL6, schweres Heizöl                            | TGAS, Stadtgas                                   | CGAS, Kokereigas                                 |
| ------------------------------------------------ | ------------------------------------------------ | ------------------------------------------------ | ------------------------------------------------ | ------------------------------------------------ | ------------------------------------------------ | ------------------------------------------------ |
| A1                                               | 0,37                                             | 0,42                                             | 0,50                                             | 0,50                                             | 0,35                                             | 0,29                                             |
| A2                                               | 0,66                                             | 0,63                                             | 0,68                                             | 0,68                                             | 0,63                                             | 0,60                                             |
| B                                                | 0,009                                            | 0,008                                            | 0,007                                            | 0,007                                            | 0,011                                            | 0,011                                            |

Hinweis: Die Angaben beziehen sich auf den Heizwert, nur der Brennwert beschreibt die vollständige enthaltene Energie.

## Beispiele zur Abgasmessung

### Abgasmessung an einem atmosphärischen Brenner
(Kombi-Therme, Erdgas LL, CO2 max. = 11,8 %)
|                    |     | Start-Gas | 12-kW-Heizlast | Max.-Last |
| ------------------ | --- | --------- | -------------- | --------- |
| Abgastemperatur    | °C  | 80,6      | 90,2           | 113,9     |
| Zulufttemperatur   | °C  | 26,4      | 26,4           | 26,4      |
| Taupunkttemperatur | °C  | 35,7      | 41,3           | 48,8      |
| CO2                | %   | 2,8       | 4,1            | 6,6       |
| O2                 | %   | 16,0      | 13,6           | 9,3       |
| Abgasverlust qA    | %   | 7,6       | 6,2            | 5,7       |
| CO                 | ppm | 24        | 12             | 14        |
| CO unver.          | ppm | 99        | 35             | 25        |
| Lambda             | -   | 4,21      | 2,88           | 1,79      |
| Schornsteinzug     | hPa | −0,02     | −0,02          | −0,03     |

Die Abgaswerte qA der Heizlast (mittlere Spalte) müssen die Anforderungen der 1. BImschV (Verordnung über Kleinfeuerungsanlagen), welches auf dem BImSchG beruht, erfüllen.
Die Max.-Last (rechte Spalte) wird für die Warmwasserbereitstellung benötigt, weshalb nur der CO-Gehalt nachgewiesen werden muss.
Das Startgasverhalten unterliegt keiner Überprüfung.
Die in der Tabelle vorliegenden maßgeblichen Messwerte, der Abgasverlust qA und die CO-Konzentration, erfüllen die Anforderungen. Der Schornsteinfeger bescheinigt dies anschließend mit einer so genannten Messbescheinigung.

### Abgasmessung an einem fest eingestellten Gebläsebrenner
(Heizkessel, Heizöl EL, CO2 max. = 15,4 %, gem. im ungestörten Dauerbetriebzustand)
|                    |     | Volllast |
| ------------------ | --- | -------- |
| Abgastemperatur    | °C  | 140,0    |
| Zulufttemperatur   | °C  | 20,      |
| Taupunkttemperatur | °C  | 48       |
| CO2                | %   | 11,9     |
| O2                 | %   | 4,8      |
| Abgasverlust qA    | %   | 5,8      |
| CO                 | ppm | 5        |
| CO unver.          | ppm | 6        |
| Lambda             | -   | 1,29     |
| Schornsteinzug     | hPa | −0,1     |

Der Abgasverlust qA und die Kohlenstoffmonoxidkonzentration CO liegen unter den Grenzwerten, die Filterprobe ergab keine Rückstände, womit die Messung den Erfordernissen der BimSchV entspricht.

### Abgasmessung an einem geregelten Gebläsebrenner (Brennwertgerät)
(Heizkessel, Heizöl EL, CO2 max. = 15,4 %, gem. im Dauerbetrieb bei unterschiedlichen Witterungseinflüssen)
|                                   |     |  | Volllast |
| --------------------------------- | --- |  | -------- |
| Abgastemperatur (Brennwertkessel) | °C  |  | 77       |
| Zulufttemperatur                  | °C  |  | 20       |
| Taupunkttemperatur                | °C  |  | 48       |
| CO2                               | %   |  | 15,2     |
| O2                                | %   |  | 0,6      |
| Abgasverlust qA                   | %   |  | 2,0      |
| CO                                | ppm |  | 15       |
| Lambda                            | -   |  | 1,03     |
| Schornsteinzug                    | hPa |  | −0,08    |

Die Kohlenstoffmonoxidkonzentration CO liegt unter den Grenzwerten, die Filterprobe ergab keine Rückstände, womit die Messung den Erfordernissen der BimSchV entspricht. Der Abgasverlust unterliegt bei Brennwertgeräten keiner Kontrolle.

## Aktueller Stand
Alle vom Gesetzgeber eingeräumten Fristen und Übergangsfristen sind seit 1. November 2004 abgelaufen.
Erfüllt im Rahmen einer Abgasmessung die Heizungsanlage die gesetzlichen Bestimmungen nicht und der Schornsteinfeger als maßgeblicher Prüfer stellt dies schriftlich fest, muss der Betreiber der Anlage für Abhilfe sorgen, indem er beispielsweise den alten Kessel ersetzt oder durch Brennertausch o. ä. modifiziert. Will er das nicht tun, so begeht er eine Ordnungswidrigkeit und muss mit Sanktionen des Umweltamtes rechnen. Schlimmstenfalls wird ihm ein Bußgeld auferlegt und die Heizung wird zwangsweise stillgelegt.
Unter bestimmten Voraussetzungen wie unbilliger Härte kann das Umweltamt im Einzelfall die Anforderungen an die Heizungsanlage temporär außer Kraft setzen.